# Nanocladius anderseni
Nanocladius anderseni är en tvåvingeart som beskrevs av Ole Anton Saether 1977. Nanocladius anderseni ingår i släktet Nanocladius och familjen fjädermyggor.
Artens utbredningsområde är Nebraska. Inga underarter finns listade i Catalogue of Life.